# Turismo no Peru

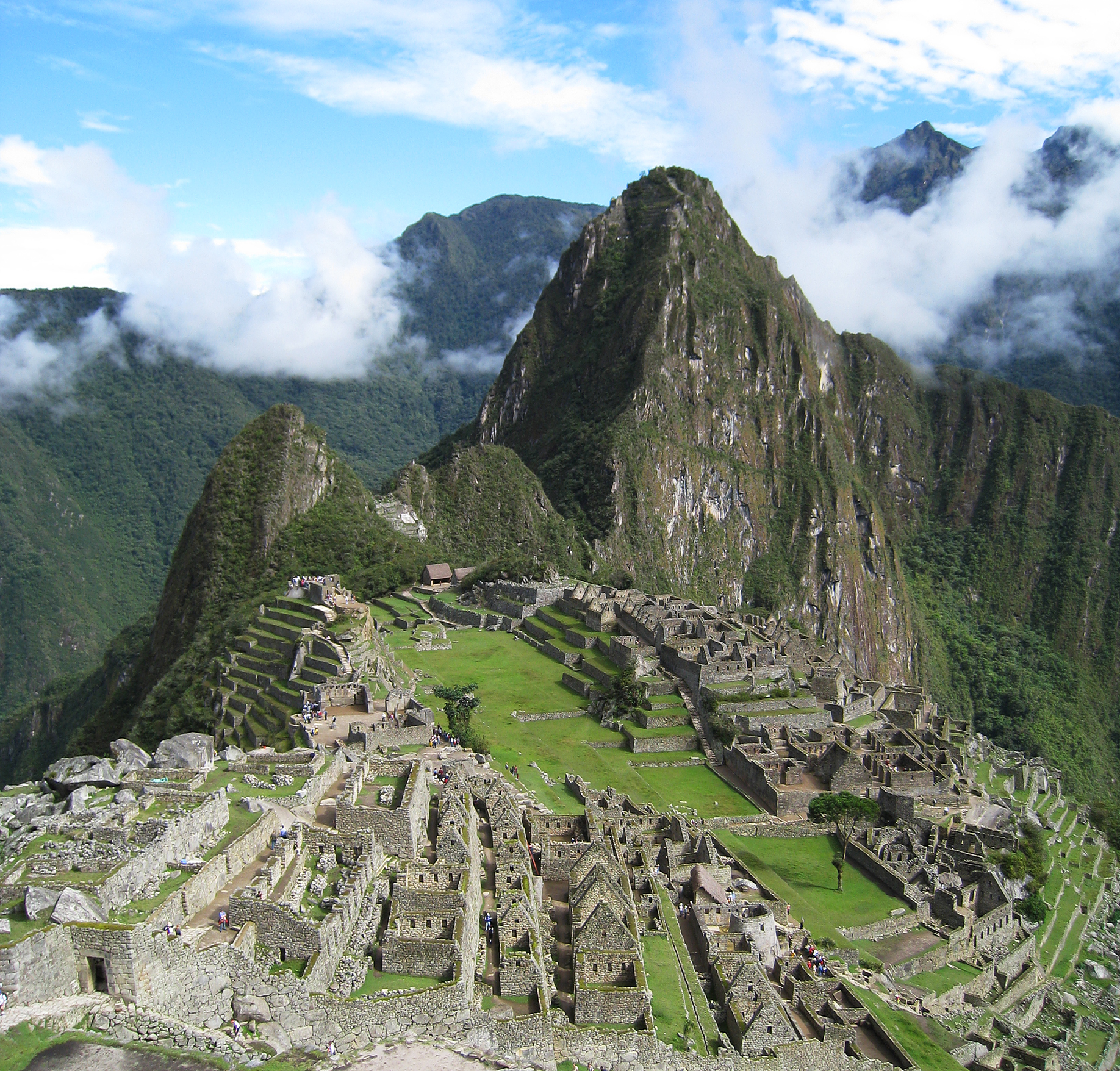
Machu Picchu é a atração mais conhecida do Peru.

O turismo no Peru começou a se desenvolver no anos 1990 com a estabilização da economia e construção de uma infraestrutura para turistas. Hoje em dia o turismo perfaz a terceira maior indústria do país atrás somente da pesca e mineração. [carece de fontes?] O turismo é direcionado a monumentos arqueológicos, Amazônia peruana, turismo cultural em cidades coloniais, gastronômico, de aventura e turismo de praias. Os países de origem de maior popularidade para turistas são Estados Unidos, Chile, Argentina, Reino Unido, França, Alemanha, Brasil, Espanha, Canadá e Itália.